# 並モリ
『並モリ』（なみモリ）は、スターキャット・ケーブルネットワークのコミュニティチャンネル「キャットチャンネル」で、2017年10月27日から2021年3月24日まで放送されていた情報バラエティ番組である。

## 概要
森脇健児をメインMCに迎え、旅・グルメ・イベントなどのお出かけプランを提案する情報バラエティ番組。
番組開始当初のタイトルは『金曜夜は並モリ』で、番組タイトルのとおり、金曜日の夜7時からの生放送。
2018年4月6日より『並モリ ～遊び情報バラエティ～』に改題。2019年4月5日からは45分番組から60分番組に拡大された。
2020年4月1日からは『森脇健児の名古屋ご当地TV 並モリ』となり、収録放送の30分番組に短縮された。
以前は、スターキャットプラザ サテライトスタジオからの生放送で、放送の様子をガラス越しに見ることができたが、2019年6月14日からは伏見ミリオン座内のスタジオでの放送となり、見学は不可となった。
番組内容は、名古屋を中心とした愛知・岐阜・三重のお出かけ情報だが、静岡県のTOKAIケーブルネットワークでも2020年1月より放送されている。
2021年3月24日の放送をもって最終回となり、『並モリ』3年半の歴史に幕を閉じた。

## 放送時間
放送日時は全て初回放送。毎週複数回再放送あり。
- 『金曜夜は並モリ』
金曜日 19:00 - 19:45（2017年10月27日 - 2018年3月16日）
- 『並モリ ～遊び情報バラエティ～』
金曜日 19:00 - 19:45（2018年4月6日 - 2019年3月15日）
金曜日 19:00 - 20:00（2019年4月5日 - 2020年3月20日）
- 『森脇健児の名古屋ご当地TV 並モリ』
水曜日 20:00 -20:30（2020年4月1日 - 2021年3月24日）

## 主な出演者
- 森脇健児 - MC
- 大塚奈央子 - アシスタントMC（2019年1月11日[3] - ）
- アンダーポイント（増野豊・本美大） - お出かけコンシェルジュ
- 川村茉由 - 中継リポーター
- 華井二等兵 - お出かけコンシェルジュ・代理MC（2019年2月8日[4]）
- 佐藤美央里 - お出かけコンシェルジュ（2019年1月11日[5] - ）

過去の出演者
- 井駒彩 - アシスタントMC（2017年10月27日 - 2019年1月1日）
- 北野誠 - 代理MC（2017年11月17日[6]・2018年5月4日[7]）
- 団長安田（安田大サーカス） - 代理MC（2018年7月13日[8]）